# Hayabusachō

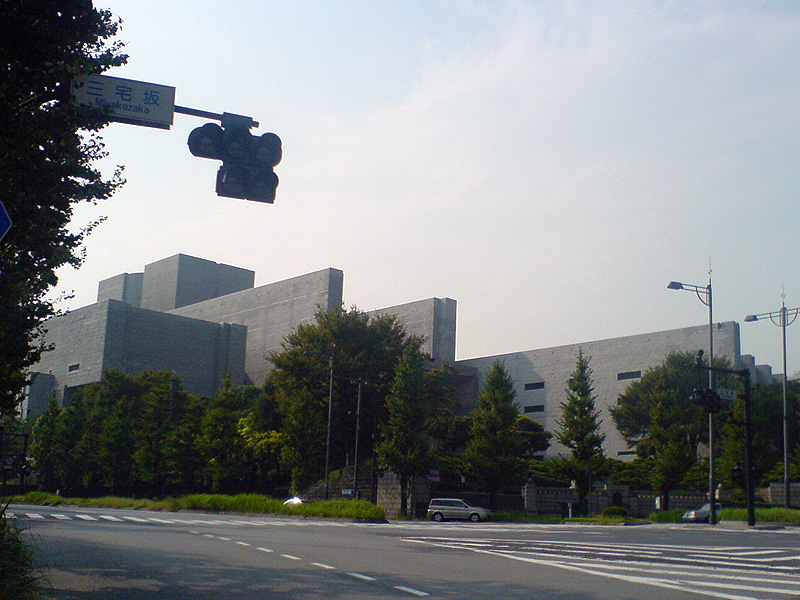
Blick von Südosten auf das Gebäude des Obersten Gerichtshofes, 1974 nach Entwürfen des Architekten Shin’ichi Okada fertiggestellt.

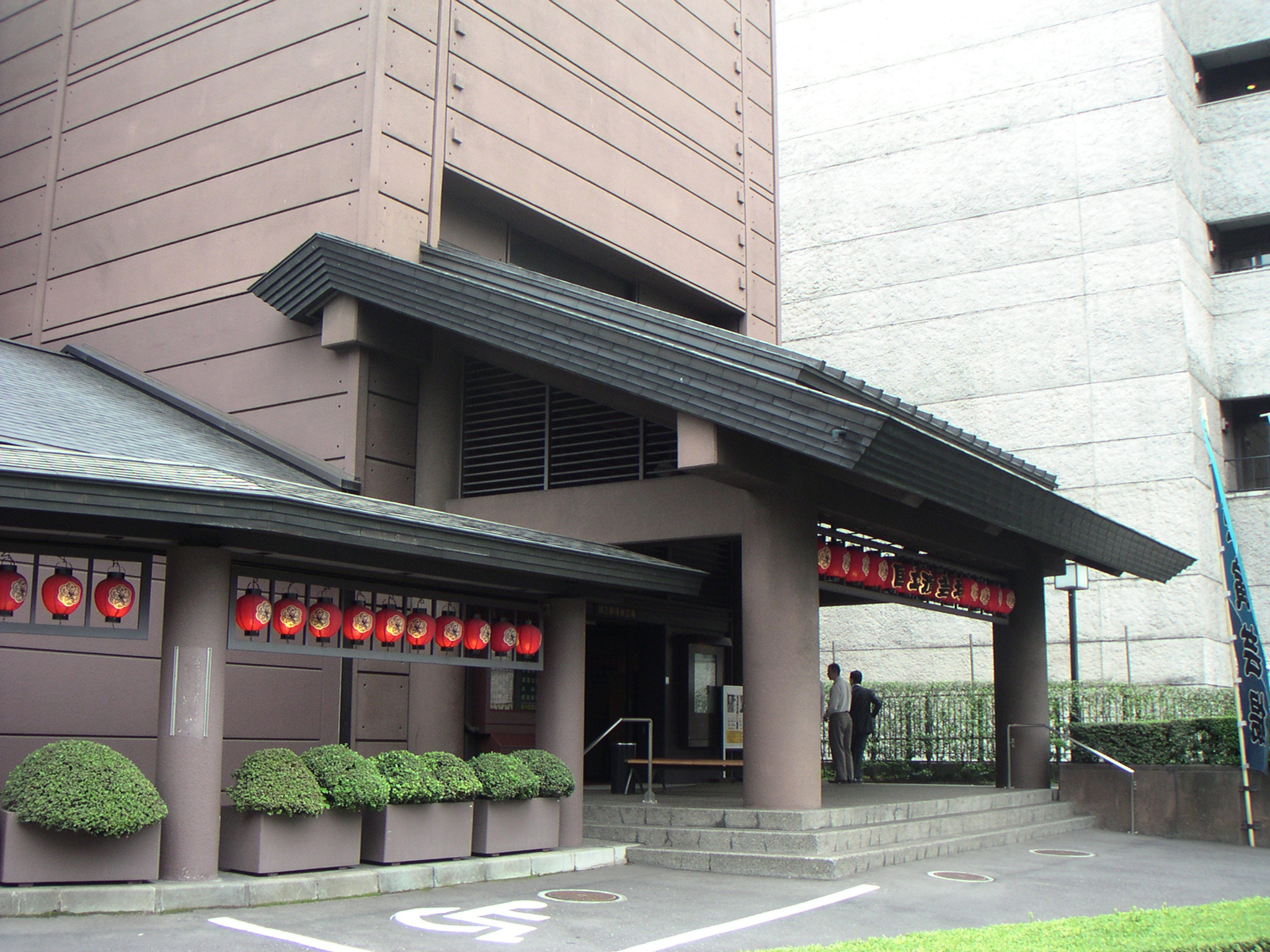
Eingang zum Engei-Saal des Nationaltheaters, in dem Rakugo- und Manzai-Aufführungen stattfinden.

Hayabusachō (jap. 隼町) ist ein Stadtteil des Bezirks Chiyoda der japanischen Präfektur Tokio. Er liegt im Zentrum Tokios unmittelbar westlich der kaiserlichen Residenz und nördlich des Regierungsviertels Nagatachō.
Nach der Volkszählung des Jahres 2015 lebten in Hayabusachō auf 0,11 km² Fläche insgesamt 471 Einwohner in 353 Haushalten. Die Tagesbevölkerung lag im Jahr 2010 bei 1.661.
Im Süden von Hayabusachō befinden sich der Oberste Gerichtshof und die angeschlossene Bibliothek. Nördlich davon liegen das Nationaltheater, dessen drei Säle sich auf zwei Gebäude verteilen, und ein großes Hotel. In einem schmalen Streifen im Westen stehen kleinere Wohn- und Bürogebäude.
Die Hanzōmon-Linie der Tōkyō Metro führt zwischen den Bahnhöfen Nagatachō und Hanzōmon im Westen an Hayabusachō vorbei. Der Innere Ring der Tokioter Autobahn und der Abzweig zur Shinjuku-Linie Nr. 4 (Miyakezaka Junction) verlaufen im knapp zwei Kilometer langen Chiyoda Tunnel unter dem Stadtteil.
Benachbarte Stadtteile sind Hirakawachō im Westen, Kōjimachi im Norden, Chiyoda im Osten und Nagatachō im Süden.

## Geschichte
Der Name Hayabusachō, also „Wanderfalkenstraße“ bzw. „Wanderfalkenstadt“, entstand im frühen 17. Jahrhundert, als Tokugawa Ieyasu seinen Regierungssitz nach Edo, das heutige Tokio, verlegte. Hier vor dem inneren Graben der Burg Edo siedelten sich Falkner an, um Greifvögel zu züchten und abzurichten. In der Edo-Zeit errichteten Adelsfamilien, die wegen des Sankin kōtai einen Teil ihrer Zeit mit ihrem Gefolge in Edo verbringen mussten, Residenzen in Hayabusachō, darunter der Miyake-Klan aus Tahara in der Provinz Mikawa und der (Echizen)-Matsudaira-Klan aus der Provinz Harima. Der Maler und Gelehrte Watanabe Kazan wurde 1793 im Viertel geboren.
In der Meiji-Zeit richtete die Kaiserlich Japanische Armee mehrere Standorte in Hayabusachō ein: Hier hatten unter anderem das Hauptquartier der Heeresluftwaffe und der Generalinspekteur für Ausbildung (kyōiku sōkan-bu) ihren Sitz. Nach dem Ende des Pazifikkriegs entstanden ab 1966 das Nationaltheater und ab 1972 der Oberste Gerichtshof, die heute einen großen Teil des Stadtteils einnehmen.